# Prado
Prado là một khu tự quản thuộc tỉnh Tolima, Colombia. Thủ phủ của khu tự quản Prado đóng tại Prado Khu tự quản Prado có diện tích 448 ki lô mét vuông. Đến thời điểm ngày 28 tháng 5 năm 2005, khu tự quản Prado có dân số 9291 người.